# Rio das Velhas (vattendrag i Brasilien, Minas Gerais)
Rio das Velhas är ett vattendrag i Brasilien.   Det ligger i delstaten Minas Gerais, i den sydöstra delen av landet, 400 km öster om huvudstaden Brasília.
Omgivningen kring Rio das Velhas är huvudsakligen savann. Området är mycket glesbefolkat, med 5 invånare per kvadratkilometer.